# محمد لقاح
محمد لقاح (1946- 30 نوفمبر 2019) شاعر وباحث مغربي .

## حياته ونشأته
ولد في بلدة بني درار التابعة لإقليم وجدة على الحدود المغربية الجزائرية، ويعد الأبن ألاكبر في أسرة شاعرة منها أخوه عبد الناصر، وأبناؤه عبد القادر وميلود ونجمان، وعيسى، وهو من أقربائه، وبعد حصوله على البكالوريا سنة 1976، التحق بمركز تكوين أساتذة السلك الأول من التعليم الثانوي، وتخرج أستاذاً للغة العربية عام 1978، ثم تابع الدراسة في جامعة محمد الأول، وحصل منها على الإجازة في اللغة العربية وآدابها بميزة حسن عام 1984.

## مسيرته
عمل أستاذا للغة الفرنسية بالسلك الابتدائي لمدة 14 عاما، بدأ في نشر كتاباته منذ نهاية الستينيات في مجلات وجرائد مختلفة، كـ«الطليعة» العراقية، و«البيان» الكويتية، و«الأديب» اللبنانية«و» أوراق«اللندنية«و» العلم«و» الاتحاد» المغربيتين...

## مؤلفاته[2]

### شعر
ومن إصداراته الشعرية دواوين: «هذا العشق ملتهب» (1980) – «سأفتح باب فؤادي» (1998) – «ثلاثية الحنين المهرَّب» (1998) – «نهر الأطلسية» (2004) – «سيدة القمة» (2008) - «مواسم الأمطار الغرثى» (2009) – «الرؤيا وعنف الأحوال» (2010).

### كتب
كما أصدر كتاب «ت فكير مسلم معاصر» عام 2011، وهو قراءة نقدية لكتاب المفكر التونسي محمد طالبي الذي يحمل عنوان "Réflexion d'un musulman contemporain"، كما أثمر جهد اشتغاله بالترجمة عن مؤلَّفين هما: «البنيوية والنقد الأدبي» لجيرار جينيت وميكائيل ريفاتير وجورج مونان (1991)، و«الفن والعلم والمال» لألبير بيلو (2008) A.Pilot. إضافة إلى ترجمات أخرى نُشرت في مجلات وجرائد مغربية، منها كتاب «السرد» لجان ميشال آدم (Jean-Michel Adam)، وكُتيّب بعنوان «دفاعاً عن الأدب» لسيسيل ڤاجْبرُوت (Cécile Wajsbrot)، وكتيّب «الشعر في قلب الطفل» ل جاك فكنيل (Jacques Viquesnel).

## هوامش
من شعره
أبي رأى النور
أعيد الشريط الطويلْ
أعيد تفاصيله كل حينْ
فأثري حياتي
بماضي السنينْ
وليس لديَّ سوى ذكرياتي
تؤكد أصلي
ونوع حضوري.
وكنت صغيرا
وما زلت أذكر...
تفاصيلها بانتظامْ
لأن جذوري تعود إليها
و نوع حضوري تولّد منه

## من أقواله
- «إن ساحتنا الثقافية تتحكم فيها ممارسات ليست من الثقافة في شيء».
كيف تتعامل مع نصوصك الشعرية قبل نشرها؟
- «بعد أن أكتبها... أبتعد عنها أياما قبل أن أعود إليها بالمراجعة والتنقيح، أي بعد أن يختفي الشاعر الذي كنتُهُ ويظهر الناقد الذي صِرتُه. فأنا كثير المراجعة والتنقيح».
- «الشعر ليس مُحايداً حتى وإن كان صاحبه غير مُنتمٍ حزبيّاً؛ فالشعر، إذاً، مرتبط بالسياسة شئنا أم أبَيْنا. إن الشاعر الحقيقيّ ينشد الأَقْوَم والأَرْقَى وهذا الأَقْوم والأَرْقى لا يجده في الواقع، ومن هنا انحيازه إلى من ينشدون التغيير الإيجابي في المجتمع».
- " "كثُر الشعراء وقلّ الشعر«. يُخيّل إلي أحيانا أن الشعر في الطريق إلى الانقراض. إن الصحف والمجلات التي كانت تنشر الشعر الجيد قد تنازلت عن قيمها الفنية وصارت تنشر نصوصا ليس منها ما يصح أن يطلق عليه شعر».
- «بإمكان أي كاتب يريد جائزة غربية أن ينالها بسرعة إذا غير جلده العربي الإسلامي، آنذاك يمنحه الغرب إحدى جوائزه، ويدافع عنه، ويقدمه على أنه نبيّ الحرية والديمقراطية اللتين يفتقر إليهما عالمُه العربي الإسلامي».
- «أريد للشعر أن لا يتيه بتقليد الشعر الوافد علينا من الخارج؛ فالغرب يعيش التخمة، ومن حقه، ربما، أن يعبث فنيا؛ أما العرب فما زالت لهم قضايا لم تُحسم، يجب على شعرائهم أن يُعبّروا عنها بما يكون في صالح المجتمع».
- قصيدة النثر: «ما أقرأه منها حاليا لا يروقني؛ لا يتقن أصحابها إلا التنظير الخادع».
- «النشر الإلكتروني صار لكل من هبّ ودبّ، ولذا فهو يساهم في توسيع دائرة الرداءة؛ على المشرفين على النشر الإلكتروني أن يتحلوا بالجِديّة حتى لا ينشروا ما يسيء إلى الفن والأخلاق».
- «الترجمة شاقّةً بالنسبة إليّ لكني صبور بما يكفي للتغلب على المشاق».
- «يُخيّل إليّ أنني لم أكتب بعد النص الذي يُرضِيني تماما وقد لا أكتبه».